# 澤列尼亞爾 (巴什坦卡區)
47°30′5″N 32°28′19″E / 47.50139°N 32.47194°E
澤列尼亞爾（烏克蘭語：Зелений Яр），是烏克蘭的村落，位於該國南部尼古拉耶夫州，由巴什坦卡區負責管轄，始建於1909年，面積0.2平方公里，海拔高度88米，2001年人口144，人口密度每平方公里720人。